# Часовня Николая Чудотворца на Молочной горе
Часовня Николая Чудотворца на Молочной горе — миниатюрный православный храм, построенный в 1840-е гг. по классицистскому проекту губернского архитектора П. И. Фурсова на месте Хлебных рядов в Костроме. Современный адрес: ул. Молочная гора, д. 3-а.
Часовня первоначально имела форму ротонды, но позднее её немного перестроили, и часовня утратила свой «круглый» облик. Часовня украшена колоннами, которые обрамляют вход и фасад, но в целом часовня без архитектурных изысков.
В советские годы часовню закрыли, её помещению приспособили под торговое помещение, а при этом главу часовни разобрали. В 1977 — 1979 годах здание часовни было отреставрировано. В годы перестройки часовню отдали под магазин «Инструменты».
В 1995 году часовню Николая Чудотворца возвратили епархии. Она стала подворьем Троице-Сыпанова Пахомиево-Нерехтского монастыря. Сейчас часовня полностью отреставрирована: восстановлен крест, позолочены главы, появились новые интерьеры.